# Todesfälle der Bundeswehr bei Auslandseinsätzen

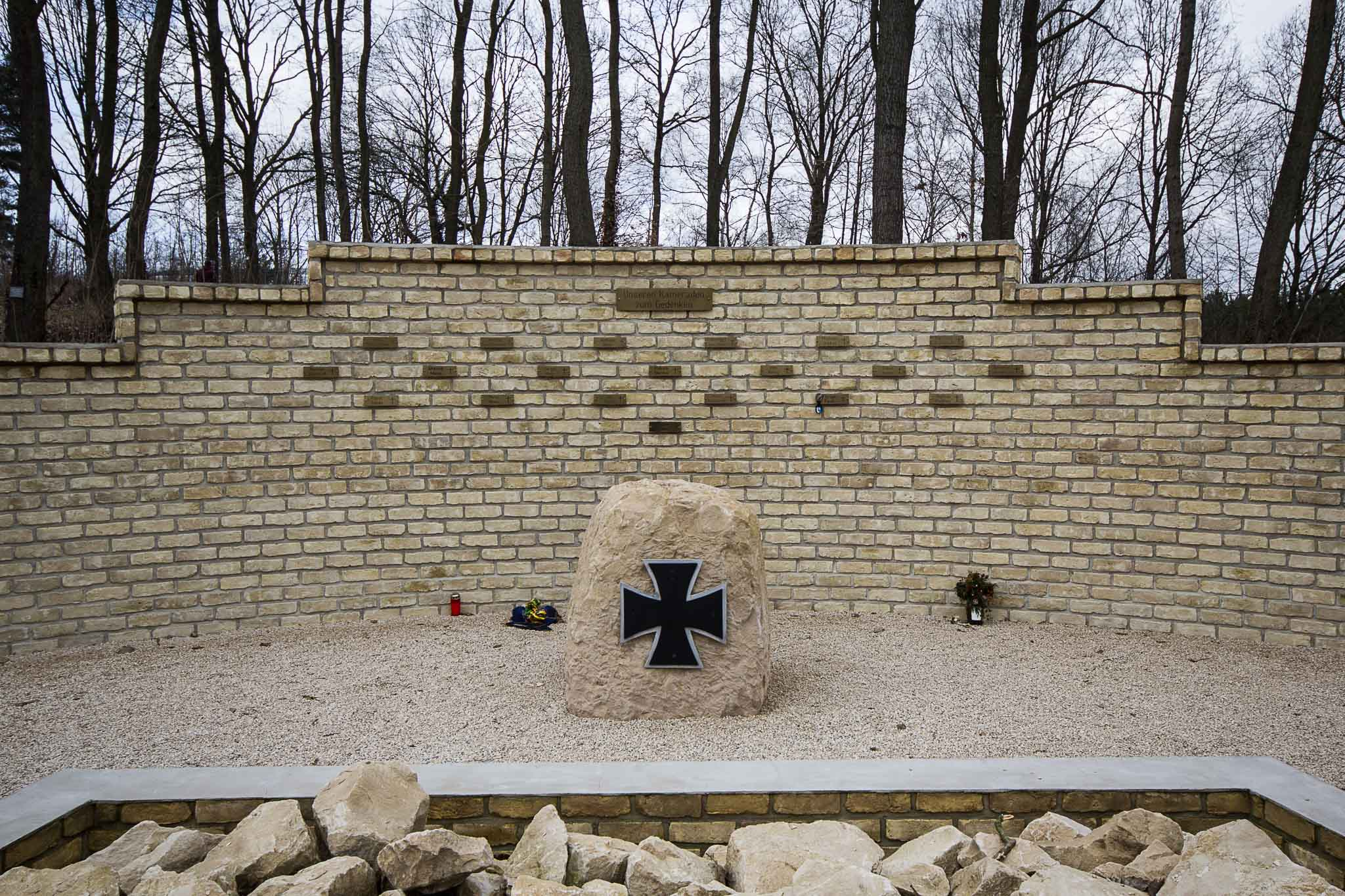
Wiedererrichteter Ehrenhain des Feldlagers Kundus im Wald der Erinnerung in Geltow

Diese Liste enthält Todesfälle der Bundeswehr bei Auslandseinsätzen durch Unfälle, natürliche Ursachen, Suizid, höhere Gewalt oder Feindeinwirkung. Sie ist nicht vollständig, aber um Vollständigkeit bemüht. Sie enthält mit einer Ausnahme nicht die Todesfälle des Kommandos Spezialkräfte, da diese Angaben der Geheimhaltung unterliegen.

## Verluste

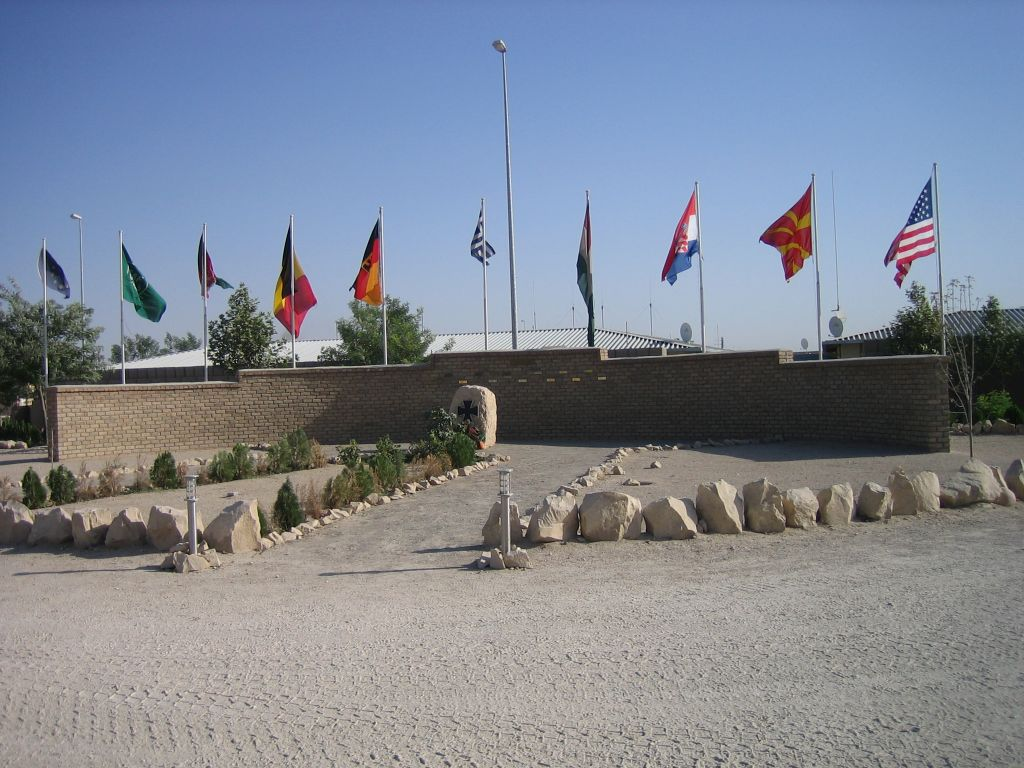
Ehemaliger Ehrenhain im Feldlager Kundus, Afghanistan 2009

Seit 1992 kamen bei Auslandseinsätzen der Bundeswehr 119 Bundeswehrangehörige (Soldaten) nach Angaben der Bundeswehr (Stand August 2024) ums Leben. Davon fielen 37 durch Fremdeinwirkung und 26 starben durch Suizid. Abweichungen zu den Zahlen der Bundeswehr kommen mutmaßlich unter anderem dadurch zustande, dass in der folgenden Übersicht mangels Belegen keine in Deutschland aufgrund der Einsatzbelastung begangenen Suizide gezählt werden. Darauf weist die Antwort der Bundesregierung auf eine kleine Anfrage aus dem Februar 2019 hin (Drucksache 19/7778).

### Abgeschlossene Einsätze
- 1 Soldat bei der UNTAC, Kambodscha, Mai 1992 bis November 1993
- 1 Soldat bei der UNOMIG, Georgien, 14. Mai 1994 bis 15. Juni 2009
- 1 Soldat bei der Operation Sharp Guard, südliche Adria,15. Juni 1993 bis 19. Juni 1996 (offiziell bis 2. Oktober 1996)
- 20 Soldaten der SFOR, Bosnien und Herzegowina, 12. Dezember 1996 bis 27. September 2012 und EUFOR
- 57 Soldaten der ISAF, Afghanistan, Usbekistan, 22. Dezember 2001 bis 31. Dezember 2014
- 2 Soldaten bei Resolute Support, Afghanistan, 1. Januar 2015 bis 29. Juni 2021[3]

### Laufende Einsätze
- 29 Soldaten der KFOR, Albanien, Mazedonien, Kosovo, seit 10. Juni 1999
- 1 Soldat der Ausbildungsunterstützung der Bundeswehr im Irak, Irak, seit 29. Januar 2015
- 3 Soldaten bei MINUSMA, Mali seit 27. Juni 2013
- 1 Soldat bei Enhanced Forward Presence in Litauen seit Januar 2017

### Einzelne Fälle
| #         | Datum              | Einsatz                                         | Ort                                    | Umstand                            | Beschreibung |
| --------- | ------------------ | ----------------------------------------------- | -------------------------------------- | ---------------------------------- | --- |
| 1         | 14. Oktober 1993   | UNTAC                                           | Phnom Penh (Kambodscha)                | Angriff                            | Feldwebel Alexander Arndt (26) wurde in seiner dienstfreien Zeit auf offener Straße erschossen. Erster Toter in einem Auslandseinsatz. |
| 2         | 20. Dezember 1995  | Operation Sharp Guard                           | Adria vor Jugoslawien                  | Unfall                             | Beim Aussetzen eines Beibootes wurde Maat Steffen Behrens (25) zwischen den Bordwänden des Beibootes und der Fregatte Karlsruhe erdrückt. Erster Toter in einem Auslandseinsatz in Ausübung seines Dienstes. |
| 3         | 15. Mai 1997       | SFOR                                            | Feldlager Rajlovac bei Sarajevo        | natürliche Ursache                 | Hauptfeldwebel Herbert Starkmann (45), Jägerbataillon 292. |
| 4, 5      | 23. Mai 1997       | SFOR                                            | Feldlager Rajlovac bei Sarajevo        | Unfall                             | Bei den Vorbereitungen für eine Patrouillenfahrt mit einem Luchs-Spähpanzer lösten sich aus Unachtsamkeit sechs Schüsse aus der Bordmaschinenkanone und töteten Unteroffizier Matthias Koch (23) und Hauptgefreiten Torsten Stippig (25), Jägerbataillon 292. |
| 6         | 9. September 1997  | SFOR                                            | Sarajevo                               | Verkehrsunfall                     | Stabsunteroffizier Pierre Zechner (27), Gebirgsjägerbataillon 232. |
| 7         | 29. März 1998      | SFOR                                            | unbekannt                              | unbekannt                          | Hauptmann Gerhard Reis (42) |
| 8         | 6. Juli 1998       | SFOR                                            | Straße von Hadžići nach Krupac         | Unfall                             | Bei der Rückfahrt von einem Einsatz stürzte ein Fuchs-Transportpanzer eine Böschung hinab und überschlug sich. Hauptmann Harald Leyh (36) starb, drei weitere Insassen wurden verletzt. |
| 9         | 6. September 1998  | SFOR                                            | Rajlovac                               | natürlicher Tod                    | Hauptfeldwebel Dieter Bösel (35), wurde morgens, nachdem er nicht zum Antreten erschienen war, leblos in seinem Wohncontainer entdeckt (Verdacht auf Herzinfarkt). |
| 10        | 15. Januar 1999    | SFOR                                            | Rajlovac                               | ?                                  | Stabsunteroffizier Patrick Wieshoff (25). |
| 11        | 30. Mai 1999       | KFOR                                            | Durrës (Albanien)                      | Unfall                             | (KVM-Mission aus dem mazedonischen Tetovo) Ein Fuchs-Transportpanzer auf dem Weg von Durrës nach Metari stürzte von einer Brücke auf eine Uferböschung. Oberstabsarzt Sven Eckelmann (33) kam ums Leben. Ein weiterer Soldat wurde schwer, einer leicht verletzt. |
| 12        | 17. Juni 1999      | KFOR                                            | Skopje (Mazedonien)                    | Suizid                             | Hauptgefreiter Denis Winter |
| 13, 14    | 12. Oktober 1999   | KFOR                                            | bei Kosare (Kosovo)                    | Verkehrsunfall                     | Hauptfeldwebel Christian Falk (32) und Feldwebel Thomas Grubert (26), Feldjägerbataillon 801. |
| 15        | 30. Oktober 1999   | KFOR                                            | östlich von Prizren (Kosovo)           | Unfall                             | Oberfeldwebel Kay Jürgensen (31) kam mit seinem Fahrzeug von der Straße ab und erlag seinen Verletzungen. |
| 16        | 31. Januar 2000    | KFOR                                            | Feldlazarett Prizren (Kosovo)          | Krankheit/Infektion                | Hauptgefreiter Andre Horn (23), Jägerbataillon 371, starb durch eine Meningokokken-Infektion, die aufgrund eines atypischen Verlaufes zu spät erkannt wurde. |
| 17        | 27. Februar 2000   | SFOR                                            | Rajlovac bei Sarajevo                  | ?                                  | Oberleutnant Uwe Möller (33). |
| 18        | 20. April 2000     | KFOR                                            | Prizren (Kosovo)                       | Suizid                             | Hauptgefreiter Thorsten Neumert (25). |
| 19        | 6. Mai 2000        | KFOR                                            | Dabile (Mazedonien) nahe Strumica      | Verkehrsunfall                     | Oberfeldwebel Uwe Lodyga (37). |
| 20        | 3. Juli 2000       | KFOR                                            | außerhalb von Prizren (Kosovo)         | ?                                  | Hauptfeldwebel Werner Strobel. |
| 21, 22    | 8. Juni 2000       | KFOR                                            | Katlanovo (Mazedonien) nahe Skopje     | Unfall                             | Ein LKW stürzte auf einer Versorgungsfahrt in eine Schlucht. Die Hauptgefreiten Michael Unger und Ronny Irrgang kamen ums Leben. |
| 23        | 9. Juli 2000       | KFOR                                            | Prizren (Kosovo)                       | ?                                  | Stabsunteroffizier Volker Göttert. |
| 24        | 29. August 2000    | SFOR                                            | bei Tuzla (Bosnien und Herzegowina)    | Verkehrsunfall                     | Stabsunteroffizier d. R. Bernd Merhof (35). |
| 25        | 12. September 2000 | SFOR                                            | Rajlovac bei Sarajevo                  | ?                                  | Oberfeldwebel Franz Peter Heimann (29). |
| 26        | 22. September 2000 | SFOR                                            | Rajlovac bei Sarajevo                  | Unfall                             | Major der Reserve Karl List (52) wurde im deutschen Feldlager zwischen einem Zugfahrzeug und einem Anhänger erdrückt. |
| 27        | 3. Januar 2001     | KFOR                                            | Prizren (Kosovo)                       | ?                                  | Hauptfeldwebel Knuth Leopold. |
| 28        | 15. März 2001      | KFOR                                            | außerhalb von Prizren (Kosovo)         | ?                                  | Hauptfeldwebel Michael Schwerin. |
| 29        | 21. März 2001      | SFOR                                            | Außenlager Filipovići nahe Foča        | Unfall                             | Hauptgefreiter Kim Reinhardt (19). Schuss aus Dienstwaffe löste sich. |
| 30        | 23. Juni 2001      | KFOR                                            | Prizren (Kosovo)                       | Unfall                             | Ein ATF Dingo auf dem Weg von Prevalac nach Sredska kam von der Straße ab und überschlug sich. Obergefreiter Sebastian Harz wurde tödlich verletzt. |
| 31        | 1. August 2001     | KFOR                                            | Prizren (Kosovo)                       | ?                                  | Hauptgefreiter Marcel Erlkamp (24). |
| 32        | 11. September 2001 | KFOR                                            | Kosovo                                 | ?                                  | Oberfeldwebel Dirk Hage. |
| 33        | 1. Oktober 2001    | SFOR                                            | Rajlovac bei Sarajevo                  | ?                                  | Stabsunteroffizier Jens Klünder (23). |
| 34        | 8. Oktober 2001    | UNOMIG                                          | Abchasien (Georgien)                   | Angriff                            | Beim Abschuss eines Hubschraubers der Vereinten Nationen durch georgische oder tschetschenische Freischärler starben neun UNOMIG-Beobachter, darunter der als Beobachter eingesetzte Oberstabsarzt Dieter Eißing (33). |
| 35        | 15. Dezember 2001  | KFOR                                            | Feldlager Prizren (Kosovo)             | Schusswaffenunfall                 | Obergefreiter Sascha Schmidtke (21). |
| 36, 37    | 6. März 2002       | ISAF                                            | Kabul (Afghanistan)                    | Unfall mit Munition                | Bei dem missglückten Versuch, eine russische Boden-Luft-Rakete (Surface-to-Air-Missile) des Systems S-125 Newa zu entschärfen, starben Oberfeldwebel Thomas Kochert (29) und Oberfeldwebel Mike Rubel (27), Kampfmittelbeseitigungskompanie 11, und drei dänische Soldaten. |
| 38        | 10. Mai 2002       | KFOR                                            | Prizren (Kosovo)                       | ?                                  | Hauptfeldwebel Werner Feindt. |
| 39        | 11. November 2002  | SFOR                                            | Rajlovac bei Sarajevo                  | Suizid                             | Unteroffizier Corinna Dittrich (21). |
| 40 bis 46 | 21. Dezember 2002  | ISAF                                            | nahe Kabul (Afghanistan)               | Hubschrauberabsturz                | Beim Absturz eines Militärhubschraubers vom Typ CH-53GS (German Special) durch technischen Defekt starben Hauptmann Friedrich Deininger (53), Heeresfliegerregiment 25, Oberleutnant Uwe Vierling (31), Heeresfliegerregiment 15, Hauptfeldwebel Heinz-Ullrich Hewußt (41), Heeresfliegerregiment 15, Hauptfeldwebel Bernhard Kaiser (46), Heeresfliegerregiment 15, Hauptfeldwebel Thomas Schiebel (28), Heeresfliegerregiment 25, Stabsunteroffizier Frank Ehrlich (29), Technische Schule der Luftwaffe 3, und Hauptgefreiter Enrico Schmidt (24), Heeresfliegerregiment 25. |
| 47        | 20. März 2003      | ISAF                                            | Kabul (Afghanistan)                    | ?                                  | Hauptmann Holger Nippus (47), Offizier im Stab des 1. Deutsch-Niederländischen Korps. |
| 48        | 17. Mai 2003       | ISAF                                            | Afghanistan                            | ?                                  | Major Alexander Julius Hofert (33), Jagdbombergeschwader 33. |
| 49        | 29. Mai 2003       | ISAF                                            | 12 Kilometer südlich von Kabul         | Mine                               | Stabsgefreiter Stefan Kamins (24), Amt für Geoinformationswesen, fuhr mit seinem Fahrzeug vom Typ Wolf auf eine Landmine. |
| 50 bis 53 | 7. Juni 2003       | ISAF                                            | Kabul (Afghanistan)                    | Selbstmordattentat                 | Ein Selbstmordattentäter sprengte einen Bus, in dem ISAF-Soldaten den Flughafen Kabul für ihre Rückreise nach Deutschland erreichen wollten. Oberfähnrich Andrejas Beljo (28), Fernmeldeaufklärungsregiment 940, Oberfeldwebel Carsten Kühlmorgen (32), Fernmelderegiment 320, Feldwebel Helmi Jimenez-Paradies (29), Fernmelderegiment 320, und Stabsunteroffizier Jörg Baasch (25), Fernmeldeaufklärungsregiment 940, wurden getötet, 31 weitere Personen verwundet. |
| 54, 55    | 3. Oktober 2003    | KFOR                                            | Suhareka (Kosovo)                      | Verkehrsunfall                     | Oberfeldwebel Michael Zirkelbach (26) und Stabsunteroffizier Marco Heling (21), Feldjägerbataillon 451. |
| 56        | 19. Dezember 2003  | SFOR                                            | Rajlovac bei Sarajevo                  | ?                                  | Hauptmann Tilo Mende (37). |
| 57        | 25. Februar 2004   | KFOR                                            | Feldlager Prizren (Kosovo)             | ?                                  | Oberfeldwebel d. R. Norbert Hoyer. |
| 58        | 4. September 2004  | KFOR                                            | Toplicascane (Kosovo)                  | ?                                  | Stabsunteroffizier Alexander Schaposchnikov (25). |
| 59        | 17. Oktober 2004   | ISAF                                            | Kundus (Afghanistan)                   | ?                                  | Hauptgefreiter Silvio Schattmann (22). |
| 60        | 28. November 2004  | KFOR                                            | Prizren, Kosovo                        | ?                                  | Hauptfeldwebel Ingo Claar (29). |
| 61, 62    | 25. Juni 2005      | ISAF                                            | Rustaq (Afghanistan)                   | Bombenattentat                     | Hauptfeldwebel Andreas Heine (37), Oberfeldwebel Christian Schlotterhose (26), Panzergrenadierbataillon 332 kamen beim Beladen von Lastwagen mit abgegebener Munition und Waffen um. Eine manipulierte 107-Millimeter-Rakete soll als Sprengfalle eingesetzt worden sein. Weitere sechs afghanische Helfer kamen dabei ums Leben. |
| 63        | 7. August 2005     | ISAF                                            | südöstlich von Kabul (Afghanistan)     | Verkehrsunfall                     | Hauptgefreiter Boris Nowitzki, Panzerartillerielehrbataillon 345. Verstarb während einer Patrouillenfahrt mit einem Geländewagen vom Typ Wolf. Dabei verletzten sich zwei weitere deutsche und ein ungarischer Soldat. |
| 64        | 14. November 2005  | ISAF                                            | Kabul (Afghanistan)                    | Selbstmordattentat                 | Oberstleutnant der Reserve Armin-Harry Franz (44), Feldersatzbataillon 901. Verstarb durch einen Sprengstoffanschlag auf ein deutsches ISAF-Fahrzeug. Zwei weitere Soldaten wurden schwer verwundet. |
| 65        | 3. April 2006      | Althea                                          | Rajlovac bei Sarajevo                  | ?                                  | Feldwebel der Reserve Norbert Schwalm (54). |
| 66        | 17. Dezember 2006  | ISAF                                            | außerhalb von Kabul (Afghanistan)      | Munitionsunfall                    | Oberfeldwebel Christian Kopp (24), Panzeraufklärungslehrbataillon 3. |
| 67        | 22. März 2007      | KFOR                                            | Prizren, Kosovo                        | ?                                  | Kapitänleutnant Alexander Ebel. |
| 68 bis 70 | 19. Mai 2007       | ISAF                                            | Kundus (Afghanistan)                   | Selbstmordattentat                 | Bei einem Selbstmordattentat auf dem Markt im Stadtzentrum in Kundus wurden Hauptmann d. R. Matthias Standfuß (31), Bundesamt für Wehrverwaltung Bonn, Oberfeldwebel d. R. Michael Diebel (28), Bundeswehrdienstleistungszentrum Materialdepot Darmstadt und Oberfeldwebel d. R. Michael Neumann (48), Marinearsenal Kiel getötet. Zwei Soldaten wurden schwer und drei weitere leicht verwundet. |
| 71        | 4. September 2007  | ISAF                                            | Camp Marmal, Masar-e Scharif           | Suizid                             | Oberfeldwebel Tomar Kurpanek (27). |
| 72, 73    | 19. Juni 2008      | Althea                                          | südöstlich von Banja Luka              | Hubschrauberabsturz                | Beim Absturz eines spanischen Hubschraubers BO 105 starben Oberleutnant Tim Heinen (27), Luftlandeaufklärungskompanie 260, Standort Zweibrücken, Oberfeldwebel Zoran Krakic (25), Luftlandeaufklärungskompanie 260 und die beiden spanischen Piloten. |
| 74        | 6. August 2008     | ISAF                                            | Weg von Kundus nach Pol-e Chomri       | Selbstmordattentat                 | Ein Attentäter auf einem Motorrad zündete seinen Sprengsatz neben der Kolonne eines Bergungstrupps. Drei Soldaten wurden verwundet, zwei davon schwer. Einer von ihnen erlag am 4. Oktober 2009 in Deutschland den Spätfolgen der Verletzungen: Stabsgefreiter Patric Sauer (24), Fallschirmjägerbataillon 263, Standort Zweibrücken. |
| 75        | 25. August 2008    | ISAF                                            | Termiz (Usbekistan)                    | unbekannt                          | Hauptfeldwebel Christian Chemnitz wurde tot in seiner Unterkunft auf dem Lufttransportstützpunkt aufgefunden. |
| 76        | 27. August 2008    | ISAF                                            | Char Darreh südwestlich von Kundus     | IED                                | Hauptfeldwebel Mischa Meier (29), Fallschirmjägerbataillon 263, Standort Zweibrücken. |
| 77, 78    | 20. Oktober 2008   | ISAF                                            | bei Kundus (Afghanistan)               | Selbstmordattentat                 | Stabsunteroffizier Patrick Behlke (25), Fallschirmjägerbataillon 263, Standort Zweibrücken, Stabsgefreiter Roman Schmidt (22), Fallschirmjägerbataillon 263, und fünf Kinder wurden getötet. Zwei Soldaten und ein Kind wurden schwer verwundet. |
| 79        | 11. Februar 2009   | ISAF                                            | Feldlager Masar-e Scharif              | ?                                  | Leutnant Alexander Janelt, Sanitätsregiment 32, Standort Weißenfels. |
| 80        | 14. März 2009      | ISAF                                            | nahe dem Feldlager Faizabad            | Verkehrsunfall                     | Hauptgefreiter Conrad Hötzel (21), Panzergrenadierbataillon 371, Standort Marienberg. |
| 81        | 29. April 2009     | ISAF                                            | bei Kundus (Afghanistan)               | Feuerüberfall / Hinterhalt         | Bei einem Feuerüberfall mit RPG und Handfeuerwaffen auf einen Konvoi nordwestlich von Kundus fiel der Hauptgefreite Sergej Motz (21), Jägerbataillon 292, Standort Donaueschingen, vier weitere Soldaten wurden verwundet. Der Tod des Russlanddeutschen Motz wurde u. a. in Reportagen und im Dokudrama Eine mörderische Entscheidung thematisiert. |
| 82 bis 84 | 23. Juni 2009      | ISAF                                            | Kundus (Afghanistan)                   | Unfall/Feuergefecht                | Beim Ausweichen während eines Feuergefechts kam ein Transportpanzer Fuchs von der Fahrbahn ab und überschlug sich in ein Flussbett. Drei Besatzungsmitglieder starben: Hauptgefreiter Alexander Schleiernick (23), Fallschirmjägerbataillon 263, Standort Zweibrücken, Hauptgefreiter Oleg Meiling (21), Panzergrenadierbataillon 391, Standort Bad Salzungen, Hauptgefreiter Martin Brunn (23), Panzergrenadierbataillon 391, Standort Bad Salzungen. |
| 85        | 29. November 2009  | KFOR                                            | Pristina (Kosovo)                      | Suizid                             | Oberfeldwebel Florian Biel (23), Ausbilder für den Grundwehrdienst, Bataillon Elektronische Kampfführung 912, Standort Nienburg/Weser. |
| 86 bis 88 | 2. April 2010      | ISAF                                            | etwa 6 km westlich von Kundus          | Gefecht                            | Während des „Karfreitagsgefechts“ mit Aufständischen im Distrikt Char Darreh fielen drei deutsche Soldaten im Gefecht: Hauptfeldwebel Nils Bruns (35), Stabsgefreiter Robert Hartert (25) und Hauptgefreiter Martin Kadir Augustyniak (28), alle vom Fallschirmjägerbataillon 373, Standort Seedorf. Acht weitere Soldaten wurden zum Teil schwer verwundet. |
| 89 bis 92 | 15. April 2010     | ISAF                                            | bei Baghlan                            | IED/Gefecht                        | Eine aus afghanischen, deutschen und belgischen Soldaten bestehende Patrouille wurde im Raum Baghlan angegriffen. Ein gepanzertes Fahrzeug vom Typ Eagle IV wurde nahe einer Brücke von Aufständischen mit einer Sprengfalle zerstört. Dabei kamen drei deutsche Soldaten ums Leben, fünf weitere wurden teilweise schwer verwundet: Major Jörn Radloff (38), Unteroffizierschule des Heeres, Standort Weiden in der Oberpfalz, Hauptfeldwebel Marius Dubnicki (32), Gebirgspionierbataillon 8, Standort Ingolstadt, Stabsunteroffizier Josef Kronawitter (24), Gebirgspionierbataillon 8, Standort Ingolstadt. Eine zweite deutsche Marschkolonne wurde vier Stunden später circa acht Kilometer nördlich des Regionalen Wiederaufbauteams (Provincial Reconstruction Team) Pol-e Chomri mit Hand- und Panzerabwehrwaffen sowie vermutlich Mörsern beschossen. Dabei wurde Oberstabsarzt Dr. Thomas Broer (33), Bundeswehrkrankenhaus Ulm, direkt von einer Panzerabwehrwaffe im hinteren Teil des Sanitätsfahrzeugs vom Typ Yak getroffen |
| 93        | 7. Oktober 2010    | ISAF                                            | Aka Chel bei Pol-e Chomri              | Selbstmordattentat                 | Eine deutsche Patrouille des Ausbildungs- und Schutzbataillons (ASB) aus Kundus wurde nahe Pol-e Chomri durch einen als Bauer verkleideten Selbstmordattentäter und danach von weiteren Aufständischen angegriffen. Oberfeldwebel Florian Pauli (26), Fallschirmjägerbataillon 313, Standort Seedorf, starb durch die Explosion und drei weitere Soldaten wurden verwundet. Durch die Wucht der Detonation wurden zudem zwei Fahrzeuge vom Typ Dingo erheblich beschädigt. |
| 94        | 17. Dezember 2010  | ISAF                                            | Außenposten bei Pol-e Chomri           | Schusswaffenunfall                 | Hauptgefreiter Oliver Oertelt (21), Gebirgsjägerbataillon 232, Standort Bischofswiesen/Strub, starb an einem Kopfschuss aus nächster Nähe durch die Dienstpistole (Typ HK P8) eines Kameraden. Der Untersuchungsbericht der Feldjäger stellte am 27. Dezember 2010 ein massives Fehlverhalten des Hauptgefreiten Patrick S. durch „die Nichteinhaltung von Sicherheitsbestimmungen und Unachtsamkeit“ fest. |
| 95 bis 97 | 18. Februar 2011   | ISAF                                            | Außenposten bei Pol-e Chomri           | Attentat                           | Gegen 8.30 Uhr mitteleuropäischer Zeit (12.00 Uhr Ortszeit) eröffnete Mohammed Afzal (26), Soldat der Afghanischen Nationalarmee innerhalb des Außenpostens „OP North“ in der Provinz Baghlan mit einer AK 47 das Feuer auf mehrere deutsche Soldaten. Hauptfeldwebel Georg Missulia (30), Panzergrenadierbataillon 112, Standort Regen, wurde getötet, acht Soldaten wurden verwundet, davon vier schwer. Bei dem Feuergefecht wurde auch der Attentäter getötet. Von den Schwerverletzten starben wenig später zwei weitere Soldaten an den Folgen der Verletzungen: Stabsgefreiter Konstantin Menz (22) und Hauptgefreiter Georg Kurat (21), Panzergrenadierbataillon 112, Standort Regen. |
| 98        | 25. Mai 2011       | ISAF                                            | 15 km nordwestlich von Kundus          | Sprengstoffanschlag                | Um 7.34 Uhr MESZ (10.04 Uhr Ortszeit) wurde eine deutsche Patrouille im Distrikt Chahar Darreh mit vermutlich zwei Sprengfallen angegriffen und dabei ein deutscher Soldat getötet: Hauptmann Markus Matthes (33), Division Spezielle Operationen, Standort Stadtallendorf. Ein weiterer deutscher Soldat wurde leicht, ein afghanischer Sprachmittler mittelschwer verletzt. Der mit Matthes befreundete Weltmeister im Diskuswerfen, Robert Harting, widmete ihm seine in Südkorea am 30. August 2011 erkämpfte Goldmedaille. |
| 99, 100   | 28. Mai 2011       | ISAF                                            | Taloqan                                | Sprengstoffanschlag                | Bei einem Sprengstoffanschlag auf ein Sicherheitstreffen im Gouverneurssitz der Provinz Tachar wurden sieben Menschen getötet und neun verletzt. An dem Treffen nahmen Vertreter von Bundeswehr, afghanischer Armee und Polizei sowie der Gouverneur teil. Bei den getöteten Soldaten handelt es sich um Major Thomas Tholi (43) aus dem Führungsunterstützungsbataillon 282, Standort Kastellaun, und Hauptfeldwebel Tobias Lagenstein (31), Feldjägerdienstkommando Bremen. Sechs weitere deutsche Soldaten wurden verwundet. Einer davon war der deutsche ISAF-Kommandeur in Nordafghanistan, Generalmajor Markus Kneip. |
| 101       | 2. Juni 2011       | ISAF                                            | Provinz Baghlan (Afghanistan)          | Sprengstoffanschlag                | Ein Schützenpanzer (SPz) vom Typ Marder 1A5 wurde um 7.24 Uhr MESZ (9.54 Uhr Ortszeit) durch eine 200-kg-Sprengfalle zerstört. Dabei wurde Oberstabsgefreiter Alexej Kobelew (23, Panzergrenadierbataillon 212) aus der 2. Kompanie des Ausbildungsschutzbataillons Mazar-E-Sharif getötet und fünf weitere Soldaten zum Teil schwer verwundet. |
| 102       | 30. März 2012      | KFOR                                            | Kosovo                                 | Suizid                             | Hauptgefreiter Nico Bernd Bergande (21) |
| 103       | 4. Mai 2013        | ISAF                                            | nördlich von Baglan (OP-North)         | Feuergefecht                       | Eine afghanische Operation mit dem Codenamen „Maiwand“ im Raum nördlich OP-North wurde von deutschen Spezialkräften (KSK) begleitet. Bei der Erkundung nach dem Einsatz wurden die afghanischen und ISAF-Kräfte von Aufständischen beschossen. Ein deutscher Soldat des Kommandos Spezialkräfte (KSK) wurde getötet, ein weiterer verwundet. Bei dem Gefallenen handelt es sich um den 32-jährigen Hauptfeldwebel Daniel Wirth. Er ist der erste Angehörige des KSK, der in Afghanistan ums Leben kam. Afghanische Polizisten, die gemeinsam mit deutschen Soldaten des KSK unter Beschuss gerieten, ließen die KSK-Soldaten zweimal im Stich. |
| 104       | 6. Juni 2013       | ISAF                                            | Camp Marmal, Masar-i Scharif           | Suizid                             | Am frühen Morgen des 6. Juni wurde der 24-jährige Stabsgefreite Oliver Preß des Panzergrenadierbataillon 122 schwer verletzt im Feldlager Masar-i Scharif aufgefunden. Nach dem Transport in das Einsatzlazarett Masar-i Scharif wurde sein Tod festgestellt. In den Ermittlungen wurde von einer Selbsttötung ausgegangen. Die Dienstpistole, mit der die tödliche Kopfverletzung verursacht wurde, konnte zunächst nicht aufgefunden werden. (Stand: 12. Juni 2013) |
| 105       | 4. Juli 2014       | KFOR                                            | Kosovo                                 | Suizid                             | Hauptgefreiter Andreas Kreuzburg (Alter unbekannt) |
| 106       | 23. September 2015 | Ausbildungsunterstützung der Bundeswehr im Irak | Erbil                                  | natürliche Ursache                 | Der Kontingentführer Oberst Stephan Spöttel (56), Kommando Heer, Strausberg wurde am 23. September 2015 tot in seinem Hotelzimmer in Erbil aufgefunden. |
| 107       | 29. September 2015 | Resolute Support                                | Camp Marmal in Masar-i Scharif         | natürliche Todesursache            | Der Stabsfeldwebel Olaf Vatterodt (49, Führungsunterstützungsbataillon 383, Erfurt) wurde nach nicht erfolgtem morgendlichem Dienstantritt tot auf seiner Stube im Camp Marmal aufgefunden. Nach näheren Erkenntnissen geht die Bundeswehr von einer natürlichen Todesursache aus. |
| 108, 109  | 26. Juli 2017      | MINUSMA                                         | 70 Kilometer nordöstlich von Gao, Mali | Hubschrauberabsturz                | Am 26. Juli 2017 stürzte ein Kampfhubschrauber Tiger der Bundeswehr bei Tabankort (Kreis Bourem, Region Gao) im Norden Malis ab. Die beiden Besatzungsmitglieder Major Jan Färber (33) und Stabshauptmann Thomas Müller (47), beide Kampfhubschrauberregiment 36, Standort Fritzlar, kamen dabei ums Leben. Laut dem endgültigen Untersuchungsbericht vom 11. Dezember 2018 war ein Wartungsfehler die Ursache für den Absturz. Bei einer Reparatur durch Airbus-Mechaniker am Heeresfliegerstandort Fritzlar sei die Flugsteuerung falsch justiert worden, sodass der Absturz unvermeidlich war. Siehe auch: Eurocopter Tiger#Zwischenfälle. |
| 110       | 6. Oktober 2018    | Enhanced Forward Presence (eFP Lithuania)       | Truppenübungsplatz Pabrade (Litauen)   | Unfall                             | Während einer Übung der multinationalen Battlegroup eFP in Pabrade (Litauen) war ein Bergepanzer Büffel beim Manövrieren im Wald mit einem Baum kollidiert. Dabei wurde der Kraftfahrer des Panzers, Oberstabsgefreiter Adrian Rohn (34) von herabfallendem Astwerk so schwer am Kopf getroffen, dass er trotz sofort eingeleiteter Rettungsmaßnahmen kurz danach verstarb. Zu seinen Ehren wurde 2019 das deutsche Truppenlager in Camp Adrian Rohn umbenannt. |
| 111       | 1. Juli 2019       | KFOR                                            | Camp Film City, Pristina, Kosovo       | mutmaßlich natürliche Todesursache | Hauptfeldwebel Karsten Dökel (56), Feldpost-Soldat des 53. Deutschen Einsatzkontingents KFOR wurde am Morgen des 1. Juli 2019 in seiner Einsatzunterkunft in Pristina, Kosovo, leblos aufgefunden. Der hinzugerufene Truppenarzt konnte nur noch den Tod feststellen. Die Bundeswehr nimmt eine natürliche Todesursache an. |
| 112       | 3. Oktober 2019    | Resolute Support                                | Camp Marmal, Masar-i Scharif           | Suizid                             | Stabsunteroffizier Waldemar Zitzer wurde um ca. 6:30 Uhr Deutscher Zeit in seinem Unterkunftscontainer leblos aufgefunden. Er wurde ins Einsatzlazarett in Masar-i-Scharif gebracht, wo sein Tod festgestellt wurde. |
| 113       | 27. Juni 2022      | MINUSMA                                         | Camp Castor                            | natürliche Ursache                 | Wurde leblos aufgefunden |